# Nagypatak (Hargita megye)
Nagypatak (románul Valea Mare) hajdani falu a mai Romániában, Hargita megyében, Gyimesközéplok része. 
A Tatrosba ömlő Nagy-patak völgyében fekszik, a DN12A főúttól délre. A völgyben kis fűrészüzem és borvízforrás is van. A falutól fél óra járásra a Bagoly-patak és a Várnica által  körülfolyt sziklacsúcson egykori vár sáncai láthatók.
2016-ban az árvíz négy hidat rongált meg a faluban.